# Будапещенско метро
Будапещенското метро (на унгарски: budapesti metró) е метрополитен в Будапеща, столицата на Унгария.
Открито е на 2 май 1896 г. То е първото метро, построено в континенталната част на Европа.

## Фотогалерия
- Старинно изображение на Линия 1, ул. Andrássy (Földalatti)
- „Келети паяудвар“ (Keleti pályaudvar)
- „Кьобаня-Кишпещ“ (Kőbánya-Kispest)
- Keleti pályaudvar 2014